# Colin Wilson
Colin Wilson, född 26 juni 1931 i Leicester, Leicestershire, Storbritannien, död 5 december 2013 i St Austell, Cornwall, var en brittisk författare. Han är mest känd för sin genombrottsbok Outsidern (1956), men har också skrivit facklitteratur, bland annat biografier och litteraturvetenskapliga verk. Många av Wilsons verk har ockultism som tema, bl. a. hans omfattande redogörelse för ockulta sällskap, tankeströmningar och fenomen The Occult: A History som kom 1971.

## Biografi
Wilson växte upp i Leicester. Hans föräldrar hette Arthur och Annetta Wilson och han var deras första barn. Hans far arbetade i en skofabrik. Vid elva års ålder började han i Gateway Secondary Technical School. Där utvecklade han ett intresse för vetenskap. Vid 14 års ålder hade han börjat sammanställa en essäsamling i flera volymer med titeln A Manual of General Science som täckte ett stort antal vetenskapliga områden. Men när han slutade skolan vid 16 års ålder hade han istället börjat intressera sig mer för litteratur.
Upptäckten av George Bernard Shaws verk, i synnerhet Man and Superman, blev en viktig milstolpe för Wilson. Han började skriva berättelser, pjäser och essäer på allvar. Han skrev en lång "uppföljare" till Man and Superman och kom att betrakta sig själv som "Shaws naturliga efterträdare". Efter att ha haft två otillfredsställande anställningar - den ena av dem som laboratorieassistent vid sin gamla skola - tjänstgjorde han inom Civil Service, men fann ingen vettig sysselsättning där. Hösten 1949 gjorde han militärtjänst inom Royal Air Force, men råkade ofta i konflikter med överordnade och låtsades till slut att han var homosexuell i syfte att befrias från tjänstgöringen.
Han övervägde länge en vetenskaplig karriär men beslöt sig istället för att bli författare. 1956, då han var 24 år gammal, utgavs hans genombrottsverk Outsidern som behandlade människans alienation i det moderna samhället och blev en stor framgång både hos kritikerna och publiken. Böckerna som följde fick dock mindre god kritik och en del avfärdades som ytliga. Wilson hade 2007 skrivit mer än 100 verk, både skönlitteratur och facklitteratur som biografier över bland andra Carl Jung, August Strindberg och Rudolf Steiner. Många av hans verk berör ockultism, brottets psykologi och människans sexualitet. Alien Dawn (1998) handlar om UFO-fenomen. Något som skiljer Wilson från många andra författare och forskare som behandlat olika aspekter av det ockulta är att Wilson var öppen för möjligheten att övernaturliga fenomen existerade. Wilson menade exempelvis att berättelser om att en italiensk munk, Josef av Copertino, ägde förmågan att levitera är tillförlitligen styrkta genom ett stort antal vittnesmål.

## Verk (urval)
- Outsidern (The Outsider) (1956)
- Ritual in the Dark (1960)
- Adrift in Soho (1961)
- The strength to dream: literature and the imagination (1962)
- Origins of the sexual impulse (1963)
- Beyond the Outsider (1965)
- The Glass Cage (1966)
- Introduction to the new existentialism (1966)
- The mind parasites (1967)
- Bernard Shaw: A Reassessment (1969)
- Strindberg (1970)
- The Occult: A History (1971)
- Order of Assassins (1972)
- Hesse, Reich, Borges (1974)
- The craft of the novel (1975)
- The quest for Wilhelm Reich (1981)
- Life Force (1985)
- Beyond the Occult (1988)
- The misfits: a study of sexual outsiders (1988)
- Alien Dawn (1998)
- Devil's Party (2000)
- Dreaming to some purpose : an autobiography (2004)

## Svenska översättningar (urval)
- Outsidern (översättning Nils Holmberg, Bonnier, 1959). Ny uppl.: Bakhåll. ISBN 91-7742-105-1
- Kampen mot sömnen: Gurdjieffs filosofi (översättning: Lars Adelskogh, Mimer, 1984), ISBN 91-7806-052-4
- Rudolf Steiner: liv och vision (översättning: Nille Lindgren, Uppsala: Studieförlaget, 1986), ISBN 91-7382-615-4
- Jung: ett porträtt (översättning: Gun Zetterström, Alfabeta, 1989), ISBN 91-7712-213-5
- Övernaturliga krafter (översättning Clas Svahn, Bonnier Carlsen, 1999), ISBN 91-638-3699-8